# إيوغيني سكوت
إيوغيني كارول سكوت (بالإنجليزية: Eugenie Scott)‏ من مواليد 24 أكتوبر 1945، عالمة أنثروبولوجيا طبيعية أمريكية، وأستاذة جامعية سابقة، وكانت معلمة نشطة في معارضة تدريس خلقية الأرض الفتية، والتصميم الذكي في المدارس.
عملت سكوت بصفتها مديرة تنفيذية للمركز الوطني لتعليم العلوم منذ عام 1986 وحتى عام 2014، وهو منظمة غير ربحية لتعليم العلوم تدعم تدريس العلوم التطورية. أدرِجت سكوت في مجلسهم الاستشاري منذ عام 2013.
حصلت سكوت على دكتوراه في الأنثروبولوجيا البيولوجية من جامعة ميسوري. وهي عالمة الأحياء، أبحاثها في علم الإنسان الطبي البشري، وعلم الأحياء الهيكلية. عملت سكوت في مجلس أمناء الاتحاد الأمريكي لفصل الكنيسة عن الدولة. سكوت عضو في مجلس المستشارين للنشر، في مجلة ساينتفك أمريكان.

## النشأة والتعليم
نشأت سكوت في ولاية ويسكونسن وكانت بداية اهتمامها بالأنثروبولوجيا عندما قرأت كتاب الأنثروبولوجيا الخاص بشقيقتها. حصلت سكوت على درجتي البكالوريوس والماجستير من جامعة ويسكونسن–ملواكي، تلتهما درجة الدكتوراه من جامعة ميسوري. انضمت إلى جامعة كنتاكي باعتبارها عالمة أنثروبولوجيا فيزيائية في عام 1974، وبعد ذلك بوقت قصير حضرت نقاشًا بين معلمها جيمس إيه. غيفن والمؤمن بنظرية الأرض الفتية دوان كيش، الذي أثار اهتمامها في جدلية الخلق والتطور. درّست أيضًا في جامعة كولورادو، وجامعة ولاية كاليفورنيا، هايوارد. ركزت عملها البحثي على علم الإنسان الطبي، وعلم الأحياء الهيكلية.

## الحياة المهنية
عملت سكوت في عام 1980 على منع تدريس نظرية الخلق في المدارس العامة في ليكسينغتون بولاية كنتاكي. عُينت سكوت المدير التنفيذي للمركز الوطني لتعليم العلوم في عام 1987، وهو العام الذي اعتبرت فيه المحكمة العليا في قضية إدواردز ضد أغويلارد أن طلب تدريس علوم الخلق في المدارس الحكومية الأمريكية غير قانوني. أعلنت سكوت أنها ستتقاعد من هذا المنصب بحلول نهاية عام 2013، وفعلت ذلك في 6 يناير 2014. أخذت مكانها آن ريد.

### النظرة العالمية
تربت سكوت على العلوم المسيحية من قبل والدتها وجدتها لكنها تحولت فيما بعد إلى الكنيسة الأبرشانيونية بتأثير من أختها، تصف خلفيتها بأنها بروتستانتية ليبرالية. سكوت حاليًا إنسانية علمانية، وتصف نفسها بأنها غير مؤمنة. ذكرت صحيفة سان فرانسيسكو كرونيكل في عام 2003 أن «سكوت تصف نفسها بأنها غير موحدة، ولكنها لا تستبعد أهمية الروحانية». كانت واحدة من الموقعين على البيان الإنساني الثالث في عام 2003، الإنسانية وتطلعاتها.

### التأليف
سكوت خبيرة في نظرية الخلق والتصميم الذكي. نُشر كتابها التطور مقابل الخلقية: مقدمة في غرين وود بريس عام 2004، ثم في كتاب ذو غلاف ورقي من قبل دار نشر جامعة كاليفورنيا في 2005. كتب نيلز ألدريج المقدمة في الطبعة الأولى. نُشرت طبعة ثانية من الكتاب في عام 2008، وفي كتاب ذو غلاف ورقي في عام 2009. كتب مقدمة هذه الطبعة جون إي. جونز الثالث، الذي كان رئيس المحكمة في الدعوى القضائية لكيتسميلر ضد مدارس منطقة دوفر.
شاركت مع غلين برانش عام 2006 في تحرير علم الأنثروبولوجيا ليس في فصولنا الدراسية: لماذا يعد التصميم الذكي خاطئًا لمدارسنا.
نشر جون دي. ميلر، وسكوت، وشينجي أوكاموتو في عام 2006 مقالًا موجزًا في مجلة ساينس بعنوان «القبول العام للتطور»، وهو تحليل لاستطلاعات الرأي حول قبول التطور في السنوات العشرين الماضية في الولايات المتحدة ومقارنتها بالدول الأخرى. حصلت تركيا على أدنى قبول للتطور في الاستطلاع، تلتها الولايات المتحدة في الترتيب، على الرغم من أن النسبة الأعلى من الأمريكيين ليسوا متأكدين من التطور، لكن المؤلفين رأوا ذلك أمرًا إيجابيًا، «يسهل الوصول» إلى التطور.